# Perla de Alcanada
'Perla de Alcanada' ('Perla de Alcañada', 'Perle d'Alcanada') est un cultivar de rosier miniature obtenu en 1944 par le rosiériste espagnol Pedro Dot. C'est l'une des roses miniatures parmi les plus connues du monde.

## Description
Cette rose est issue d'un croisement 'Perle des Rouges' x 'Rouletii'. Ce rosier miniature très épineux présente un port érigé pour une hauteur de 15 cm à 30 cm. Son feuillage est vert clair et brillant. Ses petites fleurs de 9 à 16 pétales fleurissent en plusieurs vagues jusqu'au milieu de l'automne. Elles sont d'un rose intense carmin.
'Perla de Alcanada' résiste aux maladies et supporte l'ombre. Sa zone de rusticité est de 6b à 9b. Cette variété doit donc être protégée par hiver froid. Il faut la rabattre de moitié à la fin de l'hiver. Elle n'aime pas être exposée à une chaleur trop forte et doit donc être à mi-ombre sous les climats chauds. Comme tous les rosiers miniatures, elle peut être cultivée en pot.

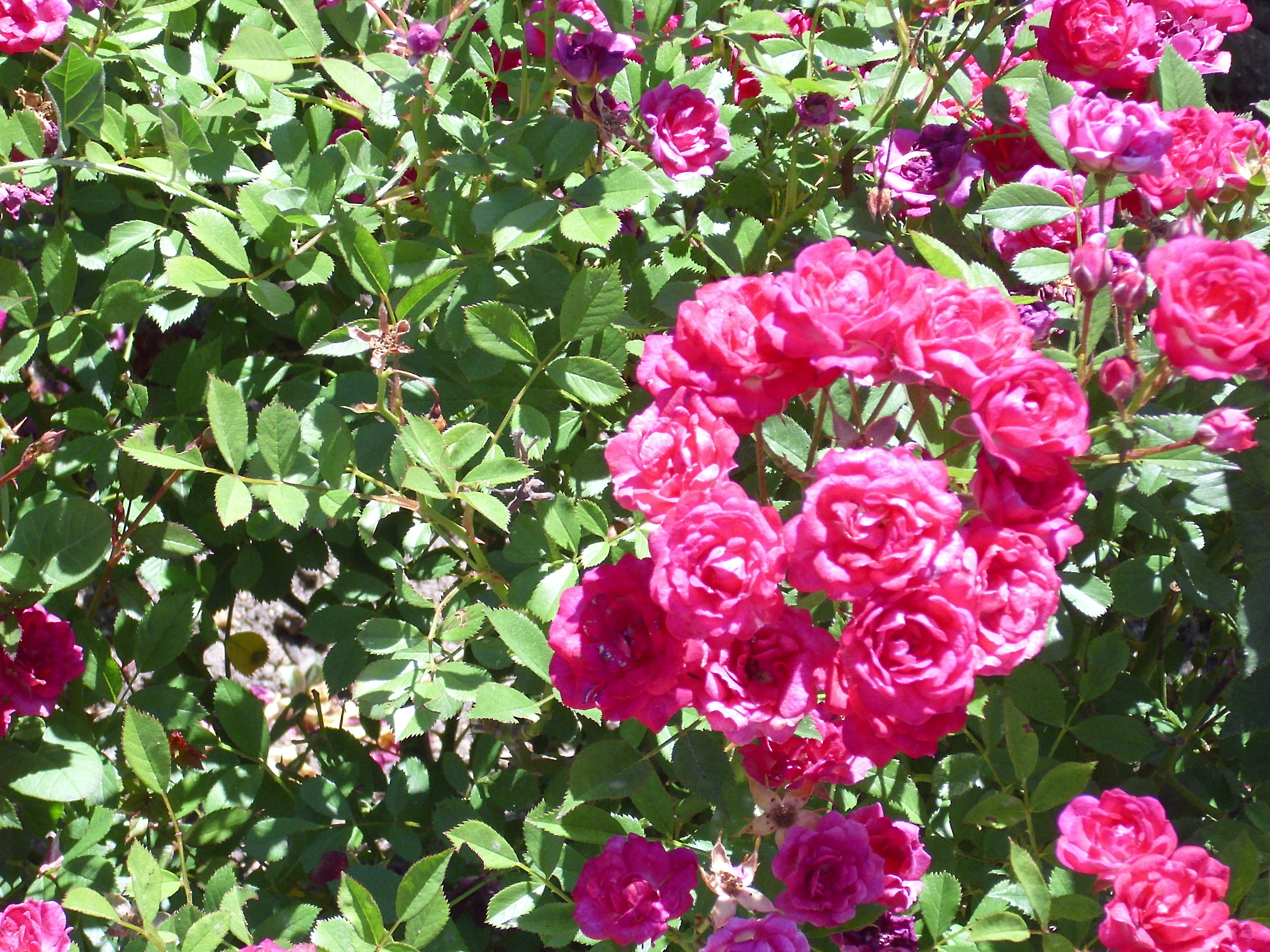
'Perla de Alcanada' à la roseraie du parc de l'Ouest de Madrid
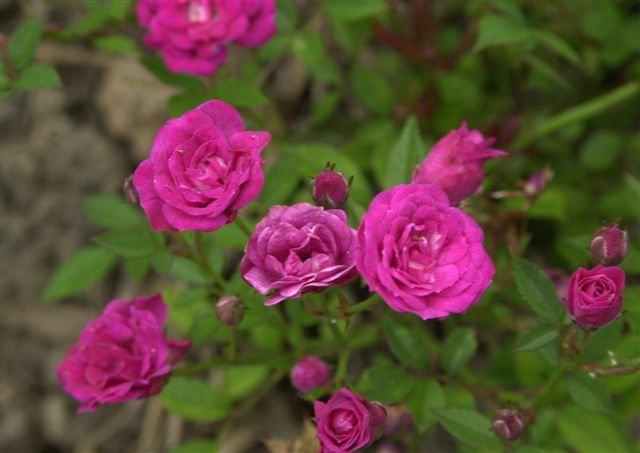
'Perla de Alcanada'
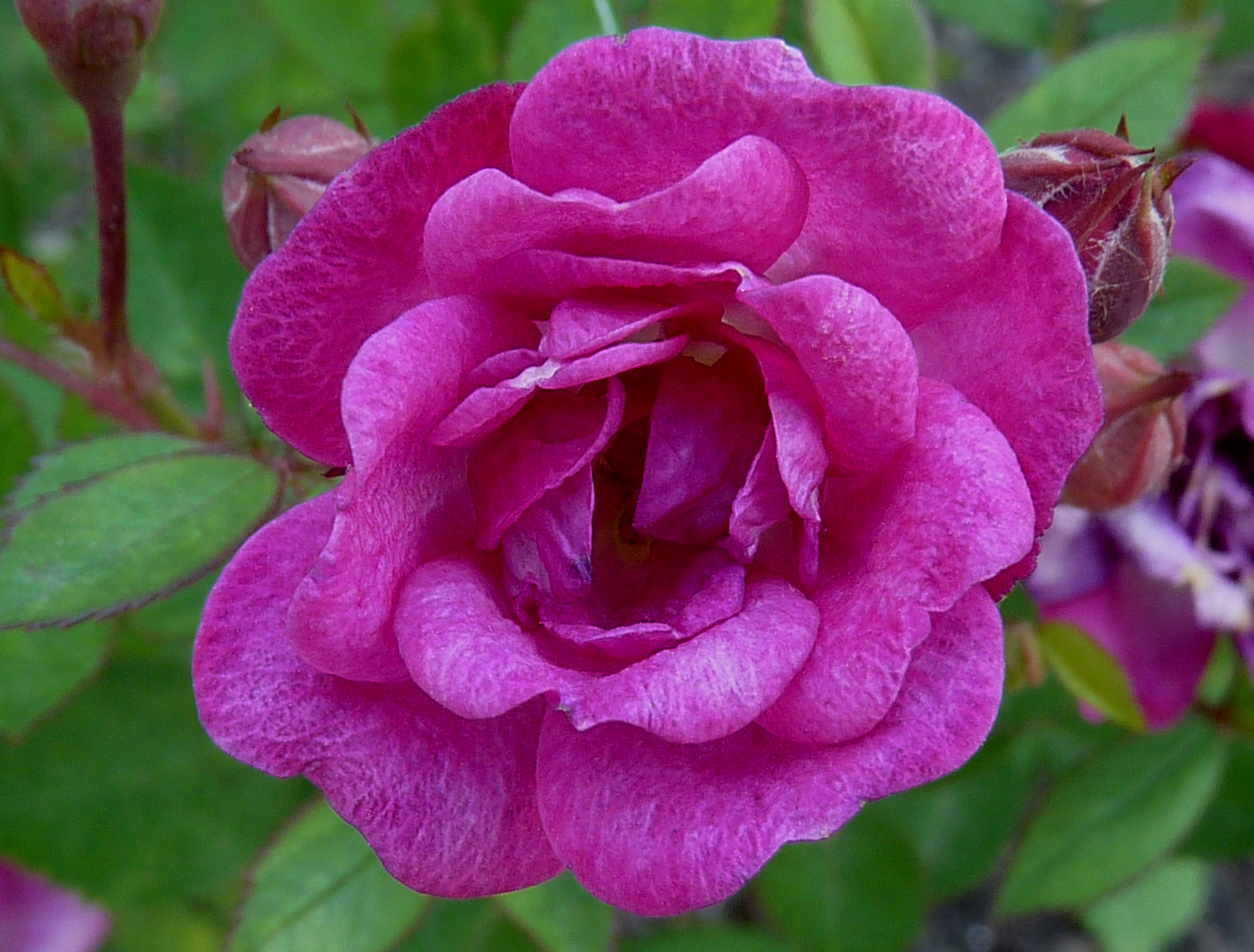
'Perla de Alcanada' à la roseraie internationale de Courtrai